# Ed Sanders
Ed Sanders (* 17. srpna 1939, Kansas City, Missouri, USA) je americký zpěvák, aktivista a básník. Byl jedním ze zakládajících členů rockové skupiny The Fugs. V roce 2005 přijel do Prahy na festival spisovatelů a vystoupil zde s českou undergroundovou skupinou The Plastic People of the Universe. Záznam později vyšel na albu The Garden Is Open. Za svou knihu Thirsting for Peace in a Raging Century, obsahující vybrané básně z let 1961 až 1985, záskal v roce 1988 cenu American Book Award. V češtině vyšla jeho kniha o Mansonově Rodině (Volvox Globator, 1995).

## Sólová diskografie
- 1969: Sanders' Truckstop
- 1973: Beer Cans on the Moon
- 1991: Yiddish-Speaking Socialists of the Lower East Side
- 1996: American Bard
- 2005: Thirsting for Peace
- 2007: Poems for New Orleans